# Paläoproterozoische Vereisung
Die paläoproterozoische Vereisung ist ein Eiszeitalter, das vor ca. 2,3 Milliarden Jahren beim Übergang zwischen Archaikum und Proterozoikum begann und etwa 300 Millionen Jahre andauerte. Sie wird auch archaisches Eiszeitalter oder Huronische Eiszeit genannt. In der Gegend des Huronsees gefundene Schichtfolgen lassen eine Rekonstruktion der damaligen Gletscherbewegungen zu. Diese sogenannte Gowganda-Formation besteht aus feingeschichteten Tonsteinen; es sind Bändertone, die in stehenden Gewässern vor den Gletschern abgelagert wurden. Teilweise enthalten sie Dropstones. Schichten aus Tonsteinen wechseln sich mit fossilen Blocklehmen (Tilliten) ab und spiegeln so das periodische Vordringen der Gletscher in den Wasserkörper wider.
Geologische Klimazeugen einschließlich paläomagnetischer Auswertungen aus Nordamerika, Skandinavien, Indien sowie im südlichen Afrika deuten auf einen globalen Kälteeinbruch mit einem länger andauernden Schneeball-Erde-Ereignis hin.
Mögliche Ursache für diese Vereisung ist die große Sauerstoffkatastrophe oder eine lang andauernde Phase global geringer vulkanischer Aktivität.
Im Januar 2020 zeigten Wissenschaftler mittels Datierung und Simulationen, dass der Einschlag des Yarrubba-Meteoriten während der Eiszeit vor 2,229 ±0,005 Mrd. Jahren stattfand – der Krater ist damit die älteste anerkannte Einschlagsstruktur der Erde – und die Eiszeit beendet haben könnte.